# 伊莱亚斯·罗密士
伊莱亚斯·罗密士（英語：Elias Loomis，1811年8月7日—1889年8月15日）是十九世纪美国数学家。1838年，他在西預備役學院任職期間建立了羅密士天文台，目前是美國第二古老的天文台。

## 生平
1811年出生于康乃狄克州托兰郡威另灵顿镇。1830年耶鲁学院毕业。1833年-1836年在母校任助教，1837年留学巴黎。回国后任俄亥俄州西预备役学院数学教授。1844年-1860年出任纽约市立大学自然哲学和数学教授。后来出任耶鲁大学自然哲学教授。

## 貢獻
罗密士在美国科学学报和美国哲学学会通报上发表过许多论文，并出版过十部教科书，其中《代微积拾级》一书曾由英国来华传教士伟烈亚力和中国数学家李善兰翻译成中文，1859年由上海墨海书馆出版。罗密士的《对数表》，《圆锥曲线》也先后被翻译成中文。《代微积拾级》最早将解析几何和微积分传入中国。《代微积拾级》出版后不久，也被日本数学家传入日本。

## 外部連結
- 互联网档案馆中伊莱亚斯·罗密士的作品或与之相关的作品
- Works by Elias Loomis at Google Books
- Papers by Elias Loomis at Google Scholar
- Elias Loomis Family papers (MS 331). Manuscripts and Archives, Yale University Library.